# Parque Mascarenhas de Moraes
El Parque Mascarenhas de Moraes es un parque brasileño ubicado en la calle Aloísio Filho, Barrio Parque Humaitá, Porto Alegre, Rio Grande do Sul.
El parque posee 18 hectáreas, ocho aptas para baño, otras 6 son reservas ecológicas y el resto para la práctica de deportes. Fue inaugurado el 2 de julio de 1982.